# Ponce-Denis Écouchard-Lebrun
Ponce-Denis Écouchard-Lebrun, melléknéven Lebrun-Pindare (Párizs, 1729. augusztus 11. – Párizs, 1807. szeptember 2.) francia költő.

## Élete
Mint Conti herceg titkára 1760-ban lett ismertté egy ódája által, melyet Voltaire-hez intézett, hogy Corneille kisasszonyt, a nagy tragikus költő utódját, vegye pártfogásába. Lebrun a magasabbra és fenségesre törekvő művészetet akarta képviselni korának irodalmában, s nyelvezet és formai tökély tekintetében kortársai fölött is áll, de eszmékben, ha figyelmen kívül hagyjuk természet-bölcseleti gondolatait, szegény és felületes. Epigrammáit maró gúny jellemzi. Midőn nyomorba süllyedt, XVI. Lajos évjáradékot adott neki. A forradalom után Lebrun Maximilien de Robespierre-t dicsőítette, s pár évre rá Napóleont is megénekelte, aki mint konzul 6000 frank évi járadékot adott neki. Lebrun műveit (Oeuvres completes) Ginguené adta ki (1811) Párizsban, 4 kötetben.